# Diminishing Returns
Diminishing Returns ist ein Mixalbum von DJ Shadow, das stilistisch dem Turntablism zuzuordnen ist. Es basiert im Wesentlichen auf einem Live-Mix, der von BBC Radio 1 am 29. März 2003 gesendet wurde. Das Intro sprach John Peel.

## Musik
Diminishing Returns besteht aus zwei Teilen, wobei DJ Shadow für den ersten Teil vor allem Schallplatten aus dem Genre des Hip-Hop und für den zweiten Teil vor allem solche aus dem Genre des Rock zusammenmischte. Beim ersten Teil ist die Technik des Scratchings recht dominant.
Von den Interpreten, die die von DJ Shadow verwendeten Songs im Original einspielten, sind die meisten eher unbekannt; es sind aber auch einige sehr bekannte Musiker wie OutKast oder Frank Zappa zu hören.
Die beiden Teile des Mixalbums werden ergänzt um einen Bonustrack, der nicht Teil des ursprünglichen Live-Mixes war – War Is Hell. Hierbei handelt es sich um eine Eigenproduktion von DJ Shadow, die am ehesten dem Genre des Trip-Hop zuzuordnen ist.

## Veröffentlichungen
Erstmals offiziell veröffentlicht wurde der Mitschnitt des Live-Mixes, inklusive des Bonustracks, im Jahr 2003 unter dem Namen Diminishing Returns Party Pak vom Label Reconstruction Productions auf zwei CDs. Diese Auflage war limitiert und nummeriert. Im Jahr 2009 wurde das Album vom selben Label, mit gleicher Tracklist aber verändertem Cover, als Diminishing Returns auf CD und als MP3 wiederveröffentlicht. Darüber hinaus sind seit dem Jahr 2003 verschiedene Bootlegs im Umlauf, vermutlich generiert aus der Radiosendung und aus Promo-CDs.

## Rezeption
Die Musikdatenbank Allmusic führt Diminishing Returns mit viereinhalb von fünf möglichen Sternen.

## Trivia
In die Liner Notes der zweiten Auflage von Diminishing Returns schrieb DJ Shadow: „Voller Respekt dem Gedenken an John Peel gewidmet.“ 